# Bolboceras minutum
Bolboceras minutum är en skalbaggsart som beskrevs av Luederwaldt 1929. Bolboceras minutum ingår i släktet Bolboceras och familjen Bolboceratidae. Inga underarter finns listade.